# Hage Geingob
Hage Geingob (alemany: Hage Gottfried Geingob)  (Otjiwarongo, 3 d'agost de 1941 - Windhoek, 4 de febrer de 2024) va ser un polític namibià i president de Namíbia des del 21 de març de 2015 fins a la seva mort, així com president de l'Organització del Poble del Sud-Oest Africà.

## Biografia
Geingob va estudiar a la Universitat de Temple i a la Universitat de Fordham. Més endavant, va ser ministre de Comerç i Indústria (2008-2012) i primer ministre de Namíbia del 1990 al 2002, i de nou del 2012 al 2015.
El 1964 va ser nomenat representant de l'Organització del Poble del Sud-Oest Africà a l'Organització de les Nacions Unides i al continent americà. Va servir en aquest càrrec fins al 1971. Durant aquest període es va moure pels Estats Units d'Amèrica lluitant per la llibertat i independència del seu país, fins a aconseguir el reconeixement per part de l'Assemblea General de les Nacions Unides del seu partit com l'únic i autèntic representant del poble de Namíbia i l'obtenció de la independència de Namíbia el 1990.
El 21 de novembre 1989, després de les eleccions, va ser elegit president de l'Assemblea Constituent encarregada de la formulació de la Constitució de Namíbia. Sota la seva presidència, l'Assemblea Constituent va aprovar per unanimitat la Constitució de Namíbia, el 9 de febrer de 1990. Aquesta Constitució és considerada com una de les més liberals i democràtiques d'Àfrica. El 21 de març de 1990, Hage Geingob va jurar com a primer primer ministre de la República de Namíbia, i el 21 de març de 1995, va jurar novament per al seu segon mandat. Es va exercir en aquest càrrec durant dotze anys.
A les eleccions presidencials de novembre de 2019, Geingob va ser reelegit amb el 56,3% dels vots emesos, per sota del 86% que havia obtingut cinc anys abans.